# Somerville (Massachusetts)
Somerville es una ciudad ubicada en el condado de Middlesex en el estado estadounidense de Massachusetts. En el censo de 2010 tenía una población de 75.754 habitantes y una densidad poblacional de 6.930,99 personas por km². Según el censo de los Estados Unidos de 2020, la población de la localidad ascendía a 81.045 personas, con una sensidad de 7.595 personas por km². Esta cifra la convierte en el municipio más densamente poblado de Nueva Inglaterra y en el decimonoveno municipio incorporado más densamente poblado del país. Somerville se fundó como ciudad en 1842, cuando se separó de Charlestown, el barrio más antiguo de Boston. En 2006, la ciudad fue nombrada la ciudad mejor administrada de Massachusetts por The Boston Globe. En 1972, 2009 y 2015, recibió el premio All-America City Award, entregado por la National Civic League en reconocimiento al trabajo de las comunidades al utilizar el compromiso cívico inclusivo para abordar problemas críticos y crear conexiones más fuertes entre residentes, empresas y líderes gubernamentales y sin fines de lucro. Es la sede de la Universidad Tufts, que tiene su campus a lo largo de la frontera de Somerville y Medford. La Universidad de Tufts, junto con la de Harvard y el Instituto Tecnológico de Massachusetts, conforma el llamado Triángulo del Poder Cerebral, el cual, por lo tanto, incluye a la ciudad de Somerville.

## Geografía
Somerville se encuentra ubicada en las coordenadas 42°23′26″N 71°6′5″O / 42.39056, -71.10139. Según la Oficina del Censo de los Estados Unidos, Somerville tiene una superficie total de 10,93 km², de la cual 10,66 km² corresponden a tierra firme y (2,46%) 0,27 km² es agua.

## Demografía
Somerville ha experimentado una gentrificación a gran escala ya que la línea roja del sistema de metro MBTA de Boston se extendió a través de Somerville en 1985, especialmente en la zona comprendida entre Harvard y Tufts. Este proceso se vio especialmente acelerado por la derogación del control de los alquileres, a mediados de la década de 1990, y por la burbuja puntocom de finales de los años 90. Sin embargo, este crecimiento no se tradujo en un aumento de la población de la ciudad en general. Todo ello ha dado lugar a tensiones entre los residentes de toda la vida y los recién llegados, pues muchos de los primeros acusaron a estos últimos de ignorar los problemas de las familias de la clase trabajadora, como las drogas y la violencia de las pandillas.
Incidentes tales como el de los graffiti contra los "yuppies", que aparecen alrededor de la ciudad, han puesto de manifiesto esta brecha. El choque económico entre varias zonas de la ciudad de Somerville y sus ciudades vecinas de Boston, y en particular, Cambridge, ha creado una cultura de antiintelectualismo y anti-nobleza, sentimiento que se ha extendido a muchas generaciones. Síntomas de ello son la pequeña delincuencia, y en algunos casos, la violencia contra los extranjeros.
Los últimos años han visto la llegada de grupos comunitarios, tales como "Save Our Somerville" (SOS), dedicados a la mejora de las relaciones entre los antiguos y los nuevos residentes y la garantía de que los intereses de la clase obrera de Somerville permanezcan en el centro de las preocupaciones políticas de la ciudad. SOS, en particular, está dirigida por jóvenes residentes de la ciudad que dicen querer la unidad entre todos los residentes, y también se centran en las dificultades a las que los adultos jóvenes se enfrentan en Somerville. Cuentan con el apoyo de un buen número de conocidos adultos locales, incluidos algunos funcionarios electos. Muchos de estos grupos dirigidos por las comunidades tienen dificultades para obtener un amplio apoyo, pues muchos aspirantes a defensores deciden mudarse a otras ciudades debido a la densidad de la población o de las poderosas fuerzas económicas que han hecho de Somerville una ciudad cara para vivir.
Debido a la proximidad de Somerville a diversas instituciones de educación superior, la ciudad tiene un flujo constante de estudiantes universitarios y jóvenes profesionales, que residen en barrios cercanos a Cambridge, donde están situados la Universidad de Harvard, la Universidad de Lesley y el Instituto de Tecnología de Massachusetts, o que viven cerca de la Universidad de Tufts, que se extiende más allá de la línea de la ciudad de Somerville-Medford. La ciudad está habitada además por oficinistas irlandeses-americanos e italo-americanos, y en un grado ligeramente menor por las familias estadounidenses-portuguesas, que se extienden por toda la ciudad. Las familias inmigrantes de Brasil, Haití y El Salvador viven sobre todo en el este de Somerville, mientras que los de Corea del Sur, Nepal y la India tienden a residir en la zona de Union Square.
En noviembre de 1997, el Utne Reader colocó Davis Square, en Somerville, como uno de los lugares más de moda para vivir en los Estados Unidos. El artículo ilustra cómo Somerville se encuentra en una era de cambio socioeconómico que comparten muchos otros barrios obreros e industriales del país.
En Somerville vive una notable comunidad artística y la localidad cuenta con el segundo mayor número de artistas per cápita de los Estados Unidos.